# Pts.OF.Athrty
"Pts.OF.Athrty" (uttalas Points of Authority) är den första remixsingeln av nu metal-bandet Linkin Park. Singeln innehåller remixer av Hybrid Theory låtarna "Points of Authority," "High Voltage" and "By Myself". "Pts.OF.Athrty" blev remixad av Jay Gordon från bandet Orgy, "H! Vltg3" blev remixad av Evidence tillsammans med Pharoahe Monch och "By Myself" blev remixad av Marilyn Manson. Remixerna av "Points of Authority" och "High Voltage" är samma låtar som finns på albumet Reanimation, medan remixen av "Buy Myself" är en annan version som bara finns på CD-singeln, den Japanska versionen och på Itunes som en bonuslåt.
Det fanns också en alternativ version av Jay Gordons "Pts.Of.Athrty" remix, som kom fram på en Jay Gordon remix sida år 2008. Det blev senare känt att denna version var en demo av låten.  

## Musikvideo
Remixen av "Points of Authority" är ryktbar efter låtens musikvideo, som är helt och hållet datoranimerad. Den handlar om ett slag emellan robotar som styrs av medlemmarna i Linkin Park och en utomjordisk ras.  
Alla sex medlemmar i Linkin Park befinner sig i ett digitalt laboratorium med datorer och avancerade utrustningar som verkar att plocka upp någonting från Chester Benningtons och Mike Shinodas huvuden när de sjunger. Enligt Joseph Hahn är bandmedlemmarnas huvuden energikällorna för hela planeten. 
I slutet av videon försöker befälhavaren för de utomjordiska styrkorna att slåss mot blåa tentakler som har släpps ut bandets medlemmar, men hans vapen slits ifrån honom och han blir övermannad av de blåa tentaklerna.
Regissören Joe Hahn förklarade att händelserna i videon skedde efter att alla människor hade utrotats och att allt som fanns kvar var huvudena av de sex medlemmarna från Linkin Park. Det sägs att videon inspirerades av drömsekvenserna i filmen Final Fantasy: The Spirits Within.
Musikvideon visades som ett reklamavbrott på Cartoon Network runt år 2000. 
Det finns också en video för "Points of Authority" från Hybrid Theory som innehåller bilder från när bandet spelar en livespelning.